# Memor (signalisation ferroviaire)
Pour les articles homonymes, voir Memor.
Le système Memor est un système de répétition et de mémorisation de l'aspect des signaux ferroviaires utilisé en Belgique depuis le début des années 1970. Il utilise les impulsions électriques fournies par des crocodiles placés au milieu de la voie.

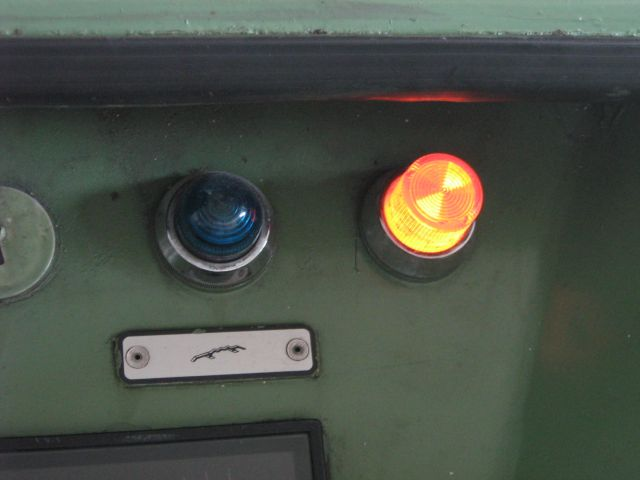
La lampe jaune.

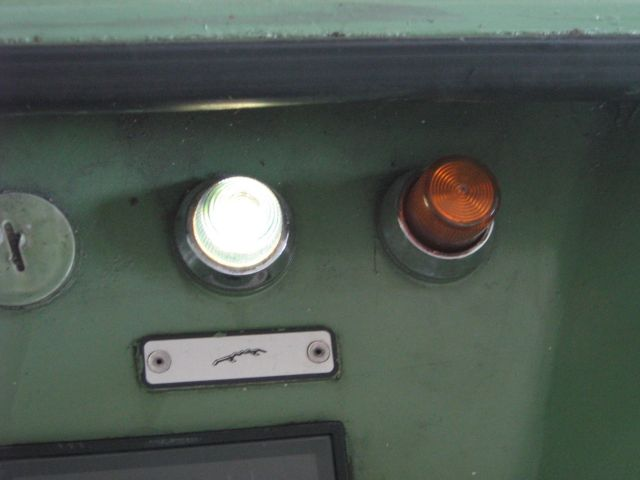
La lampe bleue (très claire sur cette photo).

C'est une évolution du système gong-sifflet en ce sens que la position du dernier crocodile rencontré (pour peu qu'il ait été sous tension, ce qui n'est pas le cas s'il était défectueux ou s'il était associé à un feu imposant l'arrêt absolu) est "mémorisée" et rappelée au conducteur par le maintien d'une lampe allumée. Ceci est particulièrement utile par exemple pour les conducteurs de trains omnibus : de nombreux points d'arrêts ("gares" sans aiguillages) ne sont pas équipés de signaux en bout de quai pour autoriser ou refuser le départ du convoi. Au moment de redémarrer après l'embarquement des voyageurs, le conducteur doit alors se souvenir de la position qu'avait le dernier signal qu'il a rencontré, ce qui peut poser problème si une charge mentale trop importante a pesé sur le conducteur durant l'arrêt à quai, rendant le souvenir incertain.

## Caractéristiques
Les crocodiles peuvent transmettre au convoi des impulsions soit positives, soit négatives :
- Les impulsions positives caractérisent un signal présentant un aspect restrictif et provoquent le clignotement d'une lampe jaune pendant quelques secondes, puis l'arrêt du convoi (freinage d'urgence) si le conducteur ne réagit pas. Pour éviter cela, il doit appuyer sur un bouton-poussoir dit "de vigilance" [2]; la lampe reste ensuite allumée fixe pour rappeler la position du signal jusqu'au signal suivant. Les aspects restrictifs en signalisation lumineuse SNCB présentent soit 
  - l'aspect "2 jaunes" : le signal suivant impose l'arrêt et le conducteur doit donc adapter sa vitesse afin de ne pas le franchir;
  - "vert-jaune vertical" : la section protégée par ce signal est courte (par rapport à la distance de freinage des convois à la vitesse autorisée à cet endroit) et le signal suivant affiche également des restrictions
  - "vert-jaune horizontal" : le signal suivant est restrictif et assorti d'une réduction de vitesse. Celle-ci s'applique au premier aiguillage qui suit (et qui peut se trouver immédiatement après ce signal). Le conducteur doit donc anticiper pour franchir le signal suivant à la vitesse prescrite (s'il n'y a pas de précision sur celle ci, 40 km/h par défaut).
- Les impulsions négatives caractérisent un signal ne présentant aucune restriction (feu vert). Elles provoquent l'allumage d'une lampe bleue (et l'extinction de la lampe jaune si celle-ci était allumée). Des versions récentes du Memor font sonner un gong en complément de l'allumage de la lampe bleue (comme c'était le cas pour le « Gong-sifflet »); L'intérêt est d'indiquer au conducteur que son train a bien mesuré la tension du crocodile et que le système de détection fonctionne toujours, dans un contexte ou - par exemple sur une grande ligne non saturée - un conducteur pourrait rencontrer de très nombreux feux verts successifs.
- Il n'y a donc pas d'impulsion électrique détectable sur un crocodile accompagnant un signal présentant l'aspect rouge (arrêt impératif du train). Cependant, l'absence d'impulsion électrique au niveau d'un signal "au rouge" enlève la possibilité d'un dernier filet de sécurité (déclenchement d'un freinage d'urgence lorsque ce feu rouge est franchi). Aussi, des systèmes plus élaborés, comme la Transmission balise-locomotive (TBL), ont été introduits afin d'assurer entre autres cette fonction d'arrêt automatique des convois franchissant un feu rouge. Initialement, l'absence d'impulsion électrique sur un feu fermé (rouge) était considérée comme acceptable, en tenant compte du fait que dans cette situation, le signal précédent (dit "avertisseur") devait être restrictif et prévenir de la présence de ce feu fermé. Dans ce cas, le conducteur - qui doit connaitre de mémoire la position de chaque signal des lignes sur lesquelles il est accrédité - aura fait le nécessaire (au besoin grâce à la lampe orange lui rappelant que le prochain signal n'est pas vert). Toutefois, il y a une faible probabilité qu'un signal "au rouge" soit rencontré sans que le signal avertisseur n'ai présenté un aspect restrictif. Ceci survient lorsque deux trains circulant en sens opposé pénètrent dans deux tronçons de voie successifs protégés par des signaux exactement en même temps (sans quoi, le premier à y pénétrer provoquera le changement d'aspect des signaux que rencontrera l'autre). Pour éviter ces rares situations, les cabines de signalisation modernes utilisent une logique de fonctionnement différente du block-système initial, dans lequel les feux en pleine voie présentaient l'aspect vert si le tronçon qu'ils protégeaient et le tronçon suivant étaient effectivement libres (logique dite "feu vert par défaut"). Dorénavant, les feux sont maintenus au rouge par défaut et ne deviennent "passants" que lorsqu'un itinéraire est effectivement tracé pour ces tronçons, que ceux-ci sont inoccupés et que le convoi qui doit les parcourir est en approche.